# Šin’ja Fudžiwara
Šin’ja Fudžiwara (藤原 新也, Fudžiwara Šin’ja, * 4. března 1944, Modži, Kitakjúšú) je japonský fotograf, spisovatel, esejista a cestovatel aktivní hlavně v druhé polovině 20. století. Publikoval mnoho fotografií z uliček města Kannawa Onsen ve své fotoknize a eseji Kannawa. V roce 1977 získal Cenu za fotografii Ihei Kimury.

## Životopis
Narodil se v okrese Modžiko ve městě Modži, prefektura Fukuoka (v současné době Modži Ward, město Kitakjušu). Jeho rodina provozovala hostinec. Po zavření hostince se přestěhoval do města Beppu v prefektuře Oita, kde strávil své mládí a vystudoval střední školu. Okolnosti během tohoto období jsou podrobně popsány v jeho knize Kannawa (2000). Vystudoval olejomalbu na Fakultě výtvarných umění Tokijské univerzity.
Vytvářel díla kombinujících fotografie a eseje pro Afriku, Střední východ, Indii, jihovýchodní Asii, Tchaj-wan, Tokio, USA, Irsko atd. Jeho dílo „Indické putování“ z roku 1972 bylo uváděno jako seriál v Asahi Graph, než se z něj pak stala kniha, a bylo velkým hitem jako indický záznam o putování a po skončení studentského hnutí v té době to bylo jako bible mladých lidé, kteří ztratili svou duchovní oporu. V roce 1977 získal Cenu za fotografii Ihei Kimury. Získal 23. cenu za umění Mainichi za film „All Toyo Kaido“ vydaný v roce 1981. Film „Tokyo Drifting“, který byl uveden v roce 1983, byl doporučen na Cenu Oya Soichi za literaturu faktu a na Japonskou cenu za literaturu faktu.
Své fotografické eseje publikoval v podobě sérií v zahradnickém časopise „BISES“ a čas od času ve fotografickém časopise „SWITCH“.
Od května 2011 zahájil provoz autorův členský placený webový časopis „CATWALK“.